# Mistrzostwa Polski w Tenisie Stołowym 1991
Mistrzostwa Polski w Tenisie Stołowym 1991 – 59. edycja mistrzostw, która odbyła się w 1991 roku w Olkuszu.

## Medaliści
| Konkurencja             | Złoty                                                                  | Srebrny                                                             | Brązowy |
| Gra pojedyncza mężczyzn | Andrzej Grubba (Zugbrücke Grenzau)                                     | Leszek Kucharski (BTK Heilbrom)                                     | Piotr Skierski (Górnik Czerwionka) Michał Dziubański (AZS Gdańsk)                                                                               |
| Gra pojedyncza kobiet   | Agnieszka Gieraga (Włókniarz Łódź)                                     | Joanna Konopa (Start Włocławek)                                     | Anna Januszyk (AZS Gdańsk) Dorota Djaczyńska (Stal Zawadzkie)                                                                                   |
| Gra podwójna mężczyzn   | Piotr Skierski (Górnik Czerwionka) Lucjan Błaszczyk (Uni Zielona Góra) | Norbert Mnich (AZS Gliwice) Mirosław Pierończyk (AZS Gliwice)       | Jarosław Łowicki (Start Włocławek) Jarosław Kołodziejczyk (AZS Gliwice) Andrzej Grubba (TTC Stokerau) Leszek Kucharski (BTK Heilbrom)           |
| Gra podwójna kobiet     | Alina Bogdaniuk (Start Włocławek) Edyta Bednarska (Burza Wrocław)      | Joanna Konopa (Start Włocławek) Izabela Brodowska (Euromirex Radom) | Anna Maruszczak (Motor Lublin) Joanna Iwanek (Lewart Lubartów) Agnieszka Gieraga (Włókniarz Łódź) Jolanta Szatko-Nowak (Wanda Kraków)           |
| Gra mieszana            | Piotr Szafranek (AZS Gdańsk) Anna Januszyk (AZS Gdańsk)                | Norbert Mnich (AZS Gliwice) Anna Maruszczak (Motor Lublin)          | Piotr Napiórkowski (Baildon Katowice) Magdalena Staszak (Burza Wrocław) Jarosław Kołodziejczyk (AZS Gliwice) Agnieszka Gieraga (Włókniarz Łódź) |